# Föglö
Föglö (fiń. Föklö) – miasto na Wyspach Alandzkich (autonomiczna część Finlandii). Według danych szacunkowych na rok 2016 liczy 561 mieszkańców.

## Demografia
- Wykres liczby ludności Föglö na przestrzeni ostatnich stu lat

źródło: 